# Evildead
Evildead es una banda estadounidense de thrash metal formada en Los Ángeles en 1986. La banda estaba compuesta originalmente por miembros de dos bandas anteriores, Agent Steel y Abattoir, incluido el guitarrista Juan García, quien es el único miembro original que queda. Durante su carrera inicial de nueve años, Evildead lanzó dos álbumes de estudio: Annihilation of Civilization (1989) y The Underworld (1991). Evildead estuvo plagado de inactividad prolongada debido a cambios en la formación y problemas con la realización de un tercer álbum. Esto resultó en su ruptura oficial en 1995. Después de una breve reunión de 2008 a 2012, la banda se reformó una vez más en 2016 y lanzó su tercer álbum de estudio United States of Anarchy en octubre de 2020 Están planeando lanzar su cuarto álbum de estudio en 2023 o 2024.

## Historia

### Formación y dos primeros álbumes (1986-1992)
Evildead se formó en 1986, inicialmente como un proyecto paralelo del guitarrista de Agent Steel, Juan García, y el bajista de Abattoir, Mel Sánchez, con la intención de escribir música heavy con más elementos de hardcore y thrash metal, más que sus bandas en ese momento. Evildead abrió nuevos caminos con su feroz enfoque a la hora de escribir canciones, pero también siguió un estilo similar al de sus pares (incluidos Testament, Vio-lence, Dark Angel y Sacred Reich ), con letras que exploran temas políticos y sociales mezclados con humor y terror. y temas de guerra nuclear. El nombre de su banda se inspiró en la película de terror de Sam Raimi The Evil Dead .
En 1988, la banda firmó un contrato de grabación con el sello europeo Steamhammer Records y lanzó Rise Above (un EP de tres pistas con las canciones "Sloe-Death", "Run Again" y la canción principal, que es una versión de Black Canción de bandera ) en el año siguiente. Siguieron con su álbum debut Annihilation of Civilization (también lanzado en 1989) que recibió excelentes críticas. Se lanzó un vídeo musical para la canción principal y se transmitió en Headbangers Ball de MTV .
En 1990, la banda regresó al estudio para grabar su segundo álbum con el productor Warren Croyle, The Underworld, que fue lanzado al año siguiente. El álbum no tuvo tanto éxito como Annihilation of Civilization . Lanzaron un álbum en vivo extraído de la gira, Live. . . Desde las profundidades del inframundo , en 1992, pero fue su último lanzamiento debido al movimiento grunge que estaba surgiendo en ese momento, que estaba desplazando muchas formas de heavy metal y hard rock de los 80 en Estados Unidos.

### Tercer álbum cancelado y ruptura (1993-2007)
Después de la gira The Underworld, Evildead hizo una pausa prolongada. La banda regresó al estudio en 1993 para comenzar a trabajar en un tercer álbum y escribió varias canciones nuevas, incluidas "Humano", "Immortal" y "Dia de los Muertos", que también aparecen en la cinta demo de 1994 de la banda, Terror. y sería grabado nuevamente para el único disco de Terror , Hijos de los Cometas (1997). Sin embargo, el álbum quedó inacabado y Evildead pronto se separó. Después de la separación, Karlos Medina y Juan García reformaron Agent Steel, pero aún tocaron junto con el exmiembro de Evildead Danny Flores y Rigo Amezcua en una banda llamada Terror, que tiene un álbum de larga duración; con todas las canciones en español que fueron lanzadas por BMG en México; que no está descatalogado. El ex baterista Joe Montelongo, aunque estuvo en la banda por un corto tiempo, tocó en la gira europea y está en el lanzamiento en vivo. Luego pasó a tocar con MX Machine y la banda de punk The Brat, con sede en el este de Los Ángeles.

### Primera reunión (2008-2012)
En 2008, Evildead anunció que se reunirían en el verano de 2009 para espectáculos. También comenzaron los ensayos para el evento Thrasho De Mayo que se llevó a cabo en Los Ángeles en mayo de 2010. La banda también actuó en el "Festival Way of Darkness" en Alemania más tarde ese año. La formación en ese momento incluía al nuevo vocalista, Steve Nelson (Winterthrall, Noctuary), Rob Alaniz (baterista original), Albert González (guitarrista original), Mel Sánchez (bajista original) y Juan García (guitarrista original).
En mayo de 2011, Evildead había estado escribiendo material nuevo para lo que sería su tercer álbum de estudio. Además, publicaron un nuevo tema llamado "Blasphemy Divine", el cual fue producido por George Pajon y está disponible para descarga gratuita. El nuevo álbum habría sido el primer álbum de Evildead desde The Underworld de 1991 y la primera música nueva de la banda desde que escribieron y hicieron demostraciones de canciones para un álbum inédito en 1993-1994. También habría sido el primer álbum de Evildead en contar con el regreso de Albert González a la guitarra, Mel Sánchez al bajo y Rob Alaniz a la batería desde Annihilation of Civilization de 1989, así como el álbum debut de Steve Nelson con la banda. A pesar de sus planes de grabar un nuevo álbum de estudio, el 17 de octubre de 2012 se anunció que Evildead se había disuelto una vez más.

### Segunda reunión (2016-presente)
Evildead se reunió una vez más para un espectáculo único el 12 de marzo de 2016 en el Love/Hate Rock Bar en Los Ángeles, en celebración del 50 cumpleaños del baterista Rob Alaniz. En junio de 2016, Evildead confirmó que estaban activos una vez más. También anunciaron que estaban grabando material nuevo y planeando tocar en algunos shows en 2017.
En agosto de 2017, Evildead había estado en el estudio terminando cuatro pistas para el próximo tercer álbum, que estaba siendo producido por Bill Metoyer. El 23 de septiembre de 2017, la banda estrenó su primera canción en 26 años, "Palabra de Dios", en Los Anarchy Radio. Seis días después, la banda tocó su primer show desde que se reunieron el año anterior en el Union Club de Los Ángeles. El 11 de febrero de 2018, Evildead anunció en su página de Facebook que su tercer álbum "llegará pronto". El álbum, titulado United $tate$ of Anarchy, fue lanzado el 30 de octubre de 2020. En enero de 2023, Evildead anunció en su página de Facebook que habían estado "esforzándose por escribir material nuevo" para su próximo cuarto álbum de estudio y comenzaron la preproducción el mes siguiente. El sencillo principal del próximo álbum, "Bathe in Fire", se lanzó el 28 de julio de 2023 a través de servicios de transmisión.

## Miembros de la banda

### Alineación actual
- Juan García - guitarras (1986-1995, 2008-2012, 2016-presente)
- Phil Flores - voz (1986-1993, 2016-presente)
- Rob Alaniz - batería (1986-1990, 2008-2012, 2016-presente)
- Albert González - guitarras (1987–1989, 2010–2012, 2016-presente)
- Karlos Medina - bajo (1990-1993, 2016-presente)

### Miembros anteriores
- Mel Sánchez - bajo (1986–1990, 1993–1995, 2008–2012)
- Mark Caro - guitarras (1986-1987, 2008-2009)
- Doug Clawson - batería (1990-1991)
- Dan Flores - guitarras (1990-1995)
- Joe Montelongo - batería (1991-1993)
- Jon Dette - batería (1993-1994)
- Steve Nelson - voz (1993–1995, 2010–2012)
- Eddie Livingston - batería (1994-1995; fallecido en 2018)
- Chris Maleki - voz (2008-2009)

## Discografía

### Álbumes en vivo
- Vivir. . . Desde las profundidades del inframundo (1992)

### EPs
- Elévate por encima (1989)

### Población
- Terror (1994)